# Karel Slabbaert

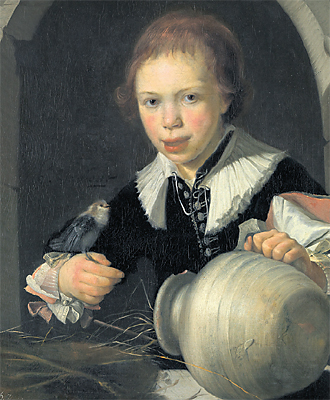
Karel Slabbaert:
Der Knabe mit dem Vogel

Karel Slabbaert (* um 1619 in Zierikzee; † vor dem 6. November 1654 in Leiden) war ein niederländischer Maler und Zeichner. Der Künstler arbeitete zwischen 1634 und 1654 in Middelburg. Zu seinem Werk gehören Porträts, Genreszenen und Stillleben.

## Leben
Über das Leben des Künstlers ist nur wenig bekannt und nur eine geringe Zahl seiner Werke – meist Genreszenen – ist erhalten. Slabbaert kam um 1619 in Zierikzee in der niederländischen Provinz Zeeland zur Welt. Er heiratete 1645 in Amsterdam und ließ sich in Middelburg nieder. Hier war er 1653 Vorsteher der Lukasgilde. Zu seinen Schülern gehörte der Maler Abraham Borm († 1668). In seinem Gruppenporträt mit Soldaten (Mauritshuis Den Haag) hat er sich im Vordergrund selbst dargestellt. Möglicherweise ist auch das Porträt eines Malers (Städel, Frankfurt am Main) ein Selbstbildnis des Künstlers. Karel Slabbaert starb 1654 in Leiden und wurde am 6. November des Jahres in Middelburg beigesetzt.

## Werke in öffentlichen Sammlungen (Auswahl)
- Porträt eines Mannes, 1653, Mauritshuis, Den Haag
- Soldaten und andere Personen in den Ruinen einer Burg, um 1650, Mauritshuis, Den Haag
- Der Knabe mit dem Vogel, Herzog Anton Ulrich-Museum, Braunschweig
- Der heilige Lukas, Gemäldegalerie, Berlin
- Bildnis eines Malers mit einem Schädel, Städel, Frankfurt am Main